# Ђовани Плано Карпини
Ђовани Плано Карпини (итал. Giovanni Piano Carpini/Giovanni da Pian del Carpini (што даје изговор Ђовани Пјано Карпини / Ђовани да Пјан дел Карпини); око 1185—1252, био је италијански фрањевац и први Европљанин који је званично посетио Монголско царство.

## Биографија

### Деловање у Европи
Ђовани Плано Карпини био је ученик и сапутник Фрања Асишког и у 1220—има је мисионирао и организовао фрањевце по Немачкој. У Немачкој основао је неколико фрањевачких самостана дуж реке Рајне и у Саксонији. 1222 отишао је као мисионар за Тунис, а 1225 на Иберијско полуострво. После 1228 водио је фрањевачке провинције Теутонија (тј. немачке земље) и Саксонија.

### У мисији великом кану
1245. Карпини је од папе Иноћентија IV послат у мисији у тадашњу Русију која је пала под власт Монгола. Поред ове мисије добио је и задатак да као вођа једне делегације посети монголског великог кана. Посланство је имало за циљ да заустави даље инвазије Монгола по Европи као оне из 1240/1241 (кад је поред Пољске, Угарске, Бугарске и других земаља била пустошена и Србија) и да се Монголи добију као савезници против ислама, посебно у борбама око крсташких држава.
На Васкрс 1245. године Карпини је напустио Лион, прошао Немачку, Чешку и Шлезију и стигао до Кијева, а одатле даље до реке Дон. Са Дона спустио се до Волге, даље кроз младо Монголско царство до реке Урала и на Путу свиле до Џунгарије, одатле најзад у средиште Монголског царства. Код реке Орхон у Монголији, Карпини је стигао у монголски логор где су се Монголи спремали да бирају новог великог кана, јесте стари кан преминуо. У августу 1246 Карпини је посматрао интронизацију новог великог кана Гујука, унука Џингис-кана и трећи велики кан Монгола (после Џингис-кана и Огатаја).
Прву ауденцију код новог кана, међутим, добио је тек четири месеца касније. Са собом имао је писмо папе Иноћентија IV, али не зна се да је писмо испоручио Гујук-кану. Наузврат Гујук-кан је папи послао писмо (шта говори више да је Карпини предао писмо Гујук-кану) у којем одбија савезништво са папом и захтева, да папа и други владари Европе крену к њему и њему се потчине, супротно би следили нови походи Монгола.
Тиме Карпинијева мисија у суштини није успела. Његови записи о путовању к Монголима (Ystoria Mongolorum quos nos Tartaros appelamus), који су први забележили културу и обичаје Монгола, били су у научном погледу свакако од великог успеха.
Карпини пише да Монголи нису нигде имали утврђене градове, већ да су градове сматрали стратешким недостатком који би се њиховом тактиком могли лако освојити. Монголи пак, те и сам велики кан, живели су у шаторима, а очигледно да и њихова касније утврђена престоница, Каракорум, коју је посетио Вилијам Рубрушки, још није била изграђена. Да се на престоници градило, али се није показала Карпинију, сведоче његови забележи о многим занатлијама које је сусрећао, међу њима многе Хришћане, нарочито Несторијанце, Русе и друге.
О питању да ли у Монголском царству живе хришћани, он пише о хришћанском народу Ујгура које је подјармио Џингис-кан: Ови људи су хришћани из секте Несторијанаца. Карпини помиње и један други подјармени народ, јако богат, вероватно мисли на Кинезе, и који имају једно засебно писмо: народ Китај. За њих вели да су незнабошци, али да верују у Исуса Христа иако нису крштени. Не носе браде и личе на Монголе, али немају широка лица као ови. За царство легендарног презвитера Јована Карпини сматра да је у Индији, те пише: Једног другог сина је Џингис-кан послао са војском против Инде... Водио је и војску у бој против Хришћана који живе у Великој Индији. Кад је то чуо краљ те земље, који се у народу зове презвитер Јован, кренуо је са војском против њих...

### Повратак у Европу
За 106 дана Карпини са друштвом је прошао око 3000 такозваних енглеских миља, то су око 4800 километара, и у јуну месецу 1247. године друштво је стигло у Кијев. Не зна се поуздано да ли је писмо кана заиста доспело до папе.

### Деловање у Србији и задње године
Године 1248. је Ђовани Плано Карпини постао надбискуп Барске надбискупије, као надбискуп Иван Други и тиме римокатолички примас Србије. Бранио је уз помоћ Немањића права Барске надбискупије против амбиција Дубровачке надбискупије. Умро је у Бару 1. августа 1252. године.

## Писана дела
- Liber Tartarorum
- Ystoria Mongolorum quos nos Tartaros appelamus